# Holding Out for a Hero
A Holding Out for a Hero Bonnie Tyler egyik leghíresebb dala.

## A dalról
A dal eredete Jim Steinman, Bad for Good című lemezén hallható Stark Raving Love című dal refrénjére alapul. A Steinman által írt szerzemény, nem hozta meg a várt sikert. Ezért Jim később korábbi dalából, Dean Pichford segítségével egy közel 6 perces, disco slágert készített az egykoron még csak refrénként felcsendülő dallamokból. Érdekesség, hogy a Start Rawing Love szövege pedig a később Meat Loaf albumára átírt Lost Boys and Golden Girls című dalra épül így Steinman saját kevésbé sikeres dalából készített két világslágert.
A dal először 1984-ben jelent meg hivatalosan, zene és szöveg természetesen Jim Steinman aki a Footloose című filmhez írta a dalt és csak maxi kislemezen jelent meg, majd később Bonnie Tyler válogatáslemezén és csak 1986-ban a Secret Dreams and Forbidden Fire című nagylemezén. Az Egyesült Államokban kilencszeres platinalemezt vehetett át a Footloose Soundtrack-ért.  A dal hatalmas sikert aratott, a Brit toplistán hetekig vezette a 2. helyet, és több filmben is felcsendült már, mint például a Banditák, a Rövidzárlat 2. vagy éppen a Shrek 2. A videóklipet a Grand Canyonban forgatták és szintén ott, David Copperfielddel is készítettek egy verziót, amikor Tylerért repül törökülésben David.
A dal sikere az eltelt évek során sem apadt el. Nem csak filmekben kedvelt betétdal, hanem tehetségkutató show-műsorokban is előszeretettel adják elő. A magyar Megasztárban két szériában is előadták. Egyszer Hoffmann Mónika, majd később Bencsik Tamara. Bonnie Tyler elengedhetetlen dala a koncertjein. 2004-es Simply Believe című lemezén a modern zenei stílusnak megfelelően lett átdolgozva, így 2004-ig az 1984-es, hivatalos verziót adta elő. Majd 2004 és 2007 között a felújított verziót. Újabban pedig, az eredeti verziót énekli ismételten.
Jim Steinman később a Vámpírok Bálja című musical zenéjének megírásánál is felhasználta a dal alapritmusát, de az csak az amerikai Broadwayn bemutatott előadásban hallható az egyik jelenetben. Az Európai színpadi változatokban nem szerepel.
2009-ben a brit Hollyoaks Later című filmsorozat egyik epizódjában a főszereplő énekli a dalt, Bonnie Tyler közreműködésével.

## Toplistás helyezések
| 1984          | Legjobb helyezés |
| ------------- | ---------------- |
| Írország      | 1                |
| UK            | 2                |
| Dél-Afrika    | 2                |
| Japán         | 6                |
| Németország   | 11               |
| Kanada        | 12               |
| Ausztria      | 19               |
| Svédország    | 19               |
| Olaszország   | 30               |
| USA           | 34               |
| UK (1991-ben) | 69               |

## Kislemez

### "12 single
| #   | Dalcím                                         | Zeneszerző   | Producer     | Hossz |
| --- | ---------------------------------------------- | ------------ | ------------ | ----- |
| 1/A | Holding Out for a Hero (Album Version)         | Jim Steinman | Jim Steinman | 5:50  |
| 2/A | Holding Out for a Hero (Radio Edit)            | Jim Steinman | Jim Steinman | 5:11  |
| 1/B | Faster than the Speed of Night (Album Version) | Jim Steinman | Jim Steinman | 6:45  |

### "12 single (Brit kiadás)
| #   | Dalcím                                   | Zeneszerző   | Producer     | Hossz |
| --- | ---------------------------------------- | ------------ | ------------ | ----- |
| 1/A | Holding Out for a Hero (Album Version)   | Jim Steinman | Jim Steinman | 5:50  |
| 2/A | Holding Out for a Hero (Radio Edit)      | Jim Steinman | Jim Steinman | 5:11  |
| 1/B | Holding Out for a Hero (Jellybeam Remix) | Jim Steinman | Jim Steinman | 6:25  |

## Filmek
- Gumiláb (Footloose) 1984 (#1)
- Rövidzárlat 2. 1988
- Hol van Harry Combs? 1989
- Louise & Clark – Superman (2. évad főcímdala)
- Banditák 2001 (USA #165; top soudtrack #15)
- Shrek 2. 2004
- Nacho Libre 2006
- Parkműsor: Grántotta c. rész, 2011.

## Feldolgozások
- Emery rockegyüttes Punk Goes 80's válogatáslemezén
- Laura Branigan
- Graveworm metalegyüttes
- Frou Frou és Jennifer Saunders a Shrek 2.-ben (a magyar változatban a dalt magyarul adják elő, Hol van a hősöm? címmel)
- Szerb Six pack együttes 2008-as Discovery c. lemezén
- Nakazawa Yuko japán énekesnő
- Amazing Transparent Man
- Asakura Miki a School Wars c. japán drámában
- Melba Moore
- Lucie Vondráčková cseh popénekesnő
- Van Canto

## Televíziós feldolgozások
- A CBS csatorna Cover Up című show műsorának alapzenéje
- A Lois & Clark: The New Adventures of Superman című filmsorozat főcímdala valamint reklámzenéje
- Az NBC csatorna saját gyártású szappanoperájának a Days of our Lives-nak egyik betétdala
- A Comedy Central csatornán is felcsendült
- Alesha Dixon énekes és profi partnere Matthew Cutler a Strictly Come Dancing című műsorban Freestyle/Showdance stílusban táncoltak erre a dalra
- A Metal Slug 7 reklámzenéje
- A Pepsi egyik reklámdala
- 2005-ben a dal héber nyelvű változata az izraeli Festigal Super Hero egyik betétdala lett

## Fordítás
Ez a szócikk részben vagy egészben  a   Holding Out for a Hero című angol Wikipédia-szócikk fordításán alapul.  Az eredeti cikk szerkesztőit annak laptörténete sorolja fel. Ez a jelzés csupán a megfogalmazás eredetét és a szerzői jogokat jelzi, nem szolgál a cikkben szereplő információk forrásmegjelöléseként.